# Wereldbeker schaatsen 2008/2009 - Wereldbeker 7
De Wereldbeker schaatsen 2008/09/Wereldbeker 7 is aangekondigd voor vrijdag 30 januari tot en met zondag 1 februari in Erfurt, Duitsland. Tijdens het driedaagse evenement zijn er races gepland in alle competities van het wereldbekerseizoen 2008/2009 met uitzondering van de 100 m.

## Wedstrijdschema
Hieronder het geplande tijdschema van de wedstrijd, alle aangegeven tijdstippen zijn Midden-Europese Tijd.
| Datum      | Tijd | Afstanden                                                                             |
| ---------- | ---- | ------------------------------------------------------------------------------------- |
| 30 januari |      | 500 m vrouwen 500 m mannen 3000 m vrouwen 1500 m mannen                               |
| 31 januari |      | 500 m vrouwen 500 m mannen 1500 m vrouwen 5000 m mannen                               |
| 1 februari |      | 1000 m vrouwen 1000 m mannen Ploegenachtervolging vrouwen Ploegenachtervolging mannen |

## Nederlandse deelnemers
| Afstand | Geslacht | Deelnemers, A- of B-groep | Deelnemers, A- of B-groep | Deelnemers, A- of B-groep | Deelnemers, A- of B-groep | Deelnemers, A- of B-groep | Deelnemers, A- of B-groep | Deelnemers, A- of B-groep | Deelnemers, A- of B-groep | Deelnemers, A- of B-groep | Deelnemers, A- of B-groep |
| ------- | -------- | ------------------------- | ------------------------- | ------------------------- | ------------------------- | ------------------------- | ------------------------- | ------------------------- | ------------------------- | ------------------------- | ------------------------- |
| 1e 500m | Mannen   | Groothuis                 | A                         | Kuipers                   | A                         | Tuitert                   | A                         | Smeekens                  | A                         | Nijenhuis                 | B                         |
| 1e 500m | Vrouwen  | Gerritsen                 | A                         | Boer                      | A                         | Oenema                    | A                         | Bruintjes                 | B                         | Timmer                    | A                         |
|         |          |                           |                           |                           |                           |                           |                           |                           |                           |                           |                           |
| 2e 500m | Mannen   | Groothuis                 | A                         | Kuipers                   | A                         | Tuitert                   | A                         | Smeekens                  | A                         | Nijenhuis                 | B                         |
| 2e 500m | Vrouwen  | Gerritsen                 | A                         | Boer                      | A                         | Oenema                    | A                         | Bruintjes                 | B                         |                           |                           |
|         |          |                           |                           |                           |                           |                           |                           |                           |                           |                           |                           |
| 1000m   | Mannen   | Groothuis                 | A                         | Kuipers                   | A                         | Tuitert                   | A                         | De Vries                  | A                         | Bos                       | A                         |
| 1000m   | Vrouwen  | Van Deutekom              | B                         | Boer                      | A                         | Van Riessen               | A                         | Leenstra                  | B                         | Bruintjes                 | A                         |
|         |          |                           |                           |                           |                           |                           |                           |                           |                           |                           |                           |
| 1500m   | Mannen   | Kramer                    | A                         | Tuitert                   | A                         | Groothuis                 | A                         | Olde Heuvel               | B                         |                           |                           |
| 1500m   | Vrouwen  | Van Riessen               | A                         | Wüst                      | A                         | Voorhuis                  | B                         | Van der Geest             | B                         | Leenstra                  | A                         |
|         |          |                           |                           |                           |                           |                           |                           |                           |                           |                           |                           |
| 5000m   | Mannen   | Kramer                    | A                         | Verheijen                 | A                         | Olde Heuvel               | A                         | De Jong                   | A                         | Jongejan                  | B                         |
| 3000m   | Vrouwen  | Groenewold                | A                         | Van Deutekom              | B                         | Valkenburg                | A                         | Voorhuis                  | A                         | Van der Geest             | B                         |

## Podia

### Mannen
| Event:                       | Goud:                                             | Tijd    | Zilver:                                        | Tijd    | Brons:                                             | Tijd    |
| 500 m (vrijdag) details      | Yu Fengtong China                                 | 35,03   | Keiichiro Nagashima Japan                      | 35,04   | Tucker Fredricks Verenigde Staten                  | 35,12   |
| 500 m (zaterdag) details     | Tucker Fredricks Verenigde Staten                 | 34,91   | Yu Fengtong China                              | 35,00   | Jan Smeekens Nederland                             | 35,26   |
| 1000 m details               | Shani Davis Verenigde Staten                      | 1.08,40 | Denny Morrison Canada                          | 1.08,78 | Jan Bos Nederland                                  | 1.09,03 |
| 1500 m details               | Denny Morrison Canada                             | 1.45,32 | Trevor Marsicano Verenigde Staten              | 1.46,00 | Shani Davis Verenigde Staten                       | 1.46,25 |
| 5000 m details               | Sven Kramer Nederland                             | 6.16,02 | Håvard Bøkko Noorwegen                         | 6.22,37 | Bob de Jong Nederland                              | 6.23,45 |
| Ploegenachtervolging details | Canada Denny Morrison Lucas Makowsky Jay Morrison | 3.46,03 | Italië Matteo Anesi Enrico Fabris Luca Stefani | 3.46,56 | Noorwegen Håvard Bøkko Sverre Haugli Stian Elvenes | 3.48,39 |

### Vrouwen
| Event:                       | Goud:                                                     | Tijd    | Zilver:                                                       | Tijd    | Brons:                                                      | Tijd    |
| 500 m (vrijdag) details      | Jenny Wolf Duitsland                                      | 37,58   | Yu Jing China                                                 | 38,18   | Jin Peiyu China                                             | 38,30   |
| 500 m (zaterdag) details     | Jenny Wolf Duitsland                                      | 37,85   | Yu Jing China                                                 | 38,00   | Annette Gerritsen Nederland                                 | 38,28   |
| 1000 m details               | Anni Friesinger Duitsland                                 | 1.15,61 | Yu Jing China                                                 | 1.16,41 | Jin Peiyu China                                             | 1.16,42 |
| 1500 m details               | Anni Friesinger Duitsland                                 | 1.56,90 | Daniela Anschütz Duitsland                                    | 1.58,13 | Ireen Wüst Nederland                                        | 1.58,54 |
| 3000 m details               | Martina Sáblíková Tsjechië                                | 4.03,65 | Daniela Anschütz Duitsland                                    | 4.05,14 | Renate Groenewold Nederland                                 | 4.06,60 |
| Ploegenachtervolging details | Tsjechië Martina Sáblíková Andrea Jirků Karolína Erbanová | 3.05,32 | Rusland Alla Shabanova Galina Lichatsjova Jekaterina Sjichova | 3.05,80 | Polen Katarzyna Wójcicka Luiza Zlotkowska Natalia Czerwonka | 3.06,26 |